# Michel Diéras
Michel Diéras, né le 27 mai 1904 à Mauzens-et-Miremont (Dordogne) et mort le 25 octobre 1988 à Périgueux (Dordogne), est un homme politique français.

## Biographie
Agriculteur de profession, Michel Dièras est, lorsqu'il est élu conseiller municipal de Mauzens-et-Miremont en 1929, le plus jeune élu français. Trois ans plus tard il devient maire et le reste jusqu'à son décès en 1988. 

## Détail des fonctions et des mandats

### Mandats locaux
- 1945 - 1962 : conseiller général de la Dordogne (canton du Bugue)[1].
- 1932 - 1988 : maire de Mauzens-et-Miremont (Dordogne)[1].

### Mandat parlementaire
Après avoir échoué aux élections législatives de 1951 et de 1956, il est élu député de la 4e circonscription de la Dordogne, pour la Ire législature de la Ve République aux élections législatives de 1958. Son mandat débute le 30 novembre 1958 et se termine le 9 octobre 1962 car il se représente en 1962 mais n'est pas réélu.